# I miei americani
I miei americani (с итал. — «Мои американцы») — трибьют-альбом итальянского певца и киноактёра Адриано Челентано, выпущенный на LP в 1984 году лейблом Clan Celentano. В 2002 году альбом был переиздан на компакт-диске.

## Об альбоме
Диск состоит из всемирно известных американских хитов популярных исполнителей (за исключением композиций «Michelle» британской рок-группы The Beatles, и песни «Susanna» голландской группы The Art Company). Все песни данного альбома переведены на итальянский язык, а также изменены аранжировки. Перевод текстов песен максимально приближён к оригиналу. Всего в альбом вошло одиннадцать композиций.
Альбом был бестселлером на протяжении двух лет и является очень важным в карьере Челентано. Успех альбома был настолько велик, что через два года Челентано выпустил второй диск с аналогичным названием — I miei americani 2, где также были представлены мировые хиты.

## Список композиций
| №   | Название                                                 | Автор(ы)                                | Исполнитель оригинала | Длительность |
| --- | -------------------------------------------------------- | --------------------------------------- | --------------------- | ------------ |
| 1.  | «Il contadino» (Hold on I'm coming)                      | Дэвид Портер, Мики дель Прете           | Boney M.              | 4:08         |
| 2.  | «Michelle» (Michelle)                                    | Леннон — Маккартни                      | The Beatles           | 3:10         |
| 3.  | «Bisogna far qualcosa» (These boots are made for walkin) | Бартон Ли Хезлвуд                       | Нэнси Синатра         | 3:25         |
| 4.  | «Sono un fallito» (Busted)                               | Харлан Ховард                           | Рэй Чарльз            | 3:18         |
| 5.  | «Fumo negli occhi» (Smoke Gets in Your Eyes)             | Отто Харбак, Джером Керн                | The Platters          | 2:52         |
| 6.  | «Maledetta televisione» (That's alright mama)            | Артур Крудап                            | Элвис Пресли          | 2:27         |
| 7.  | «Susanna» (Susanna)                                      | Ферди Лансе, Каролин Богман, Марк Фогго | The Art Company       | 4:45         |
| 8.  | «Questo vecchio pazzo mondo» (Eve of destruction)        | P. F. Sloan                             | Барри Макгуайр        | 3:56         |
| 9.  | «Il cantante folle» (The Great Pretender)                | Бак Рам                                 | The Platters          | 4:04         |
| 10. | «Cara baby» (Happy baby)                                 | Билл Хейли, Фрэнк Пингатор              | Билл Хейли            | 2:43         |
| 11. | «Sei nel mio destino» (You are my destiny)               | Пол Анка                                | Пол Анка              | 2:27         |